# Sideritis calduchii
Sideritis calduchii là một loài thực vật có hoa trong họ Hoa môi. Loài này được Cirujano & al. miêu tả khoa học đầu tiên năm 1994.